# ニコラス・サンチェス (サッカー選手)
ニコラス・サンチェス（Nicolás Sánchez,1986年2月4日 - ）は、アルゼンチン・ブエノスアイレス出身の元サッカー選手。現役時代のポジションはDF。

## 経歴
ボカ・ジュニアーズやCAヌエバ・チカゴのユースチームに所属し、同クラブでプロデビュー。2007年からはCAリーベル・プレートに所属していた。2010年にCDゴドイ・クルス・アントニオ・トンバに、2014年にラシン・クラブに移籍した。2017年からはCFモンテレイに所属。

## タイトル
ヌエバ・チカゴ
- プリメーラB・ナシオナル : 2005-06クラウスーラ

リーベル・プレート
- プリメーラ・ディビシオン : 2008クラウスーラ

ラシン・クラブ
- プリメーラ・ディビシオン : 2014

モンテレイ
- リーガMX : 2019アペルトゥーラ
- コパ・メヒコ : 2017アペルトゥーラ, 2019-20
- CONCACAFチャンピオンズリーグ : 2019, 2021